# タコ・メスダフ
タコ・メスダフ（Taco Mesdag、1829年9月21日 - 1902年8月4日）は、オランダの銀行家、画家である。 「ハーグ派」の有力な画家、ヘンドリック・ウィレム・メスダフの兄で、50歳を越えてから画家の仕事に専念し、風景画を描いた。

## 略歴
フローニンゲンで生まれた。父親のクラース・メスダフ（Klaas Mesdag）は銀行家でアマチュア画家であり、父親から絵を学んだ。弟のヘンドリック・ウィレム・メスダフ（1831-1915）とともに父親の銀行で働くが、弟は1856年に裕福な商人の娘のシーナ・ファン・ハウテンと結婚し、1864年から画家の仕事に専念した。タコ・メスダフは1881年になって画家になる決意をし、銀行の仕事を辞めた。
1882年に医者の娘でフローニンゲンの美術学校（Academie Minerva）で学んでいたヘーシェ・ファン・カルカー（Geesje van Calcar: 1850/51–1936）と結婚した。妻とともに風景画家のパウル・ハブリエル（1828-1903）に学んだ。夫妻はヘンドリック・ウィレム・メスダフ夫妻が活動していたデン・ハーグで暮らし、夏の間はフローニンゲンに近いドレンテ州のTynaarloの別荘で暮らした。この別荘にはヘンドリック・ウィレム・メスダフ夫妻も滞在し、風景画を描いた。
「ハーグ派」の美術団体「プルクリ・スタジオ」の会長を弟が務めた時、タコ・メスダフは会計係を務めた。
妻とともに美術品の収集も行ない、没後、タコ・メスダフの作品の多くとハーグ派の絵画のコレクションは未亡人によって、現在のフローニンゲン美術館に寄贈された。

## 作品

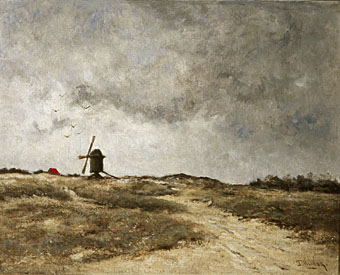
Leende近くの水車(1880)
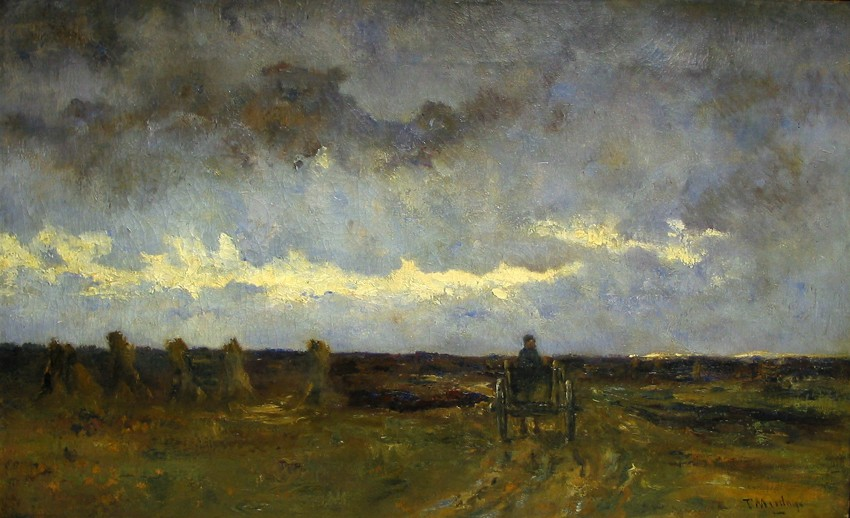
荒地の風景 フローニンゲン美術館
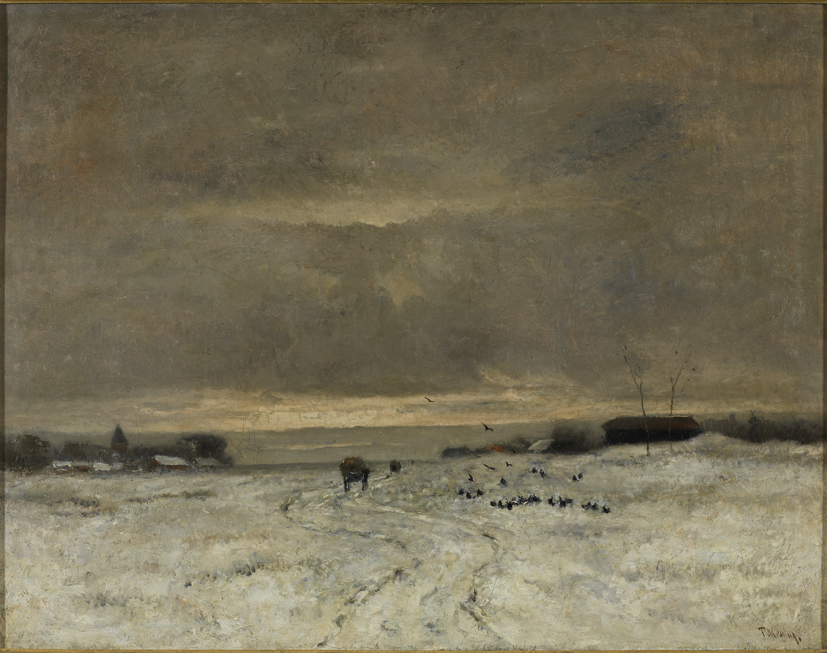
Vriesの冬景色